# Vägsladd

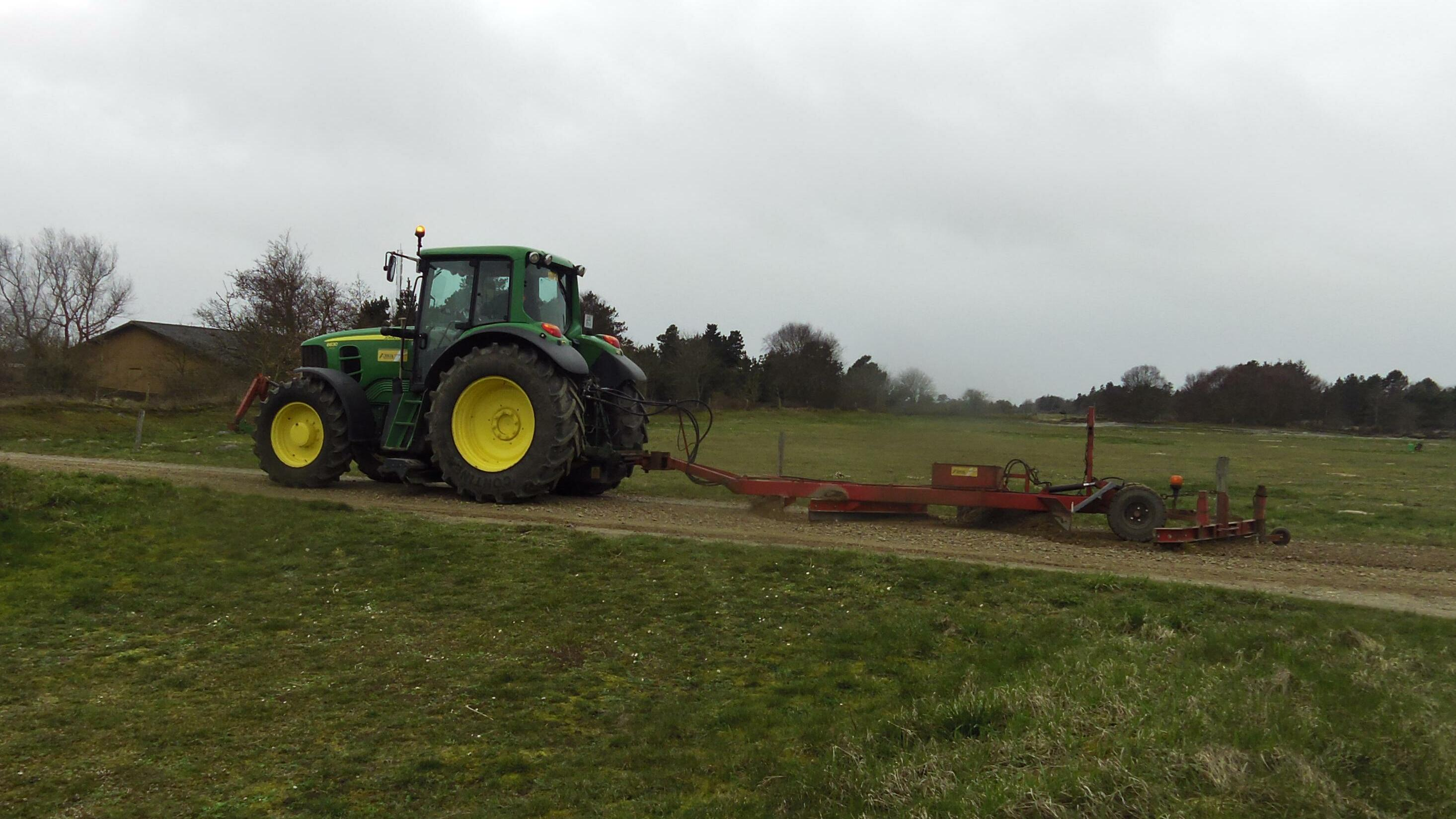
Traktordragen vägsladd på Rømø i Danmark

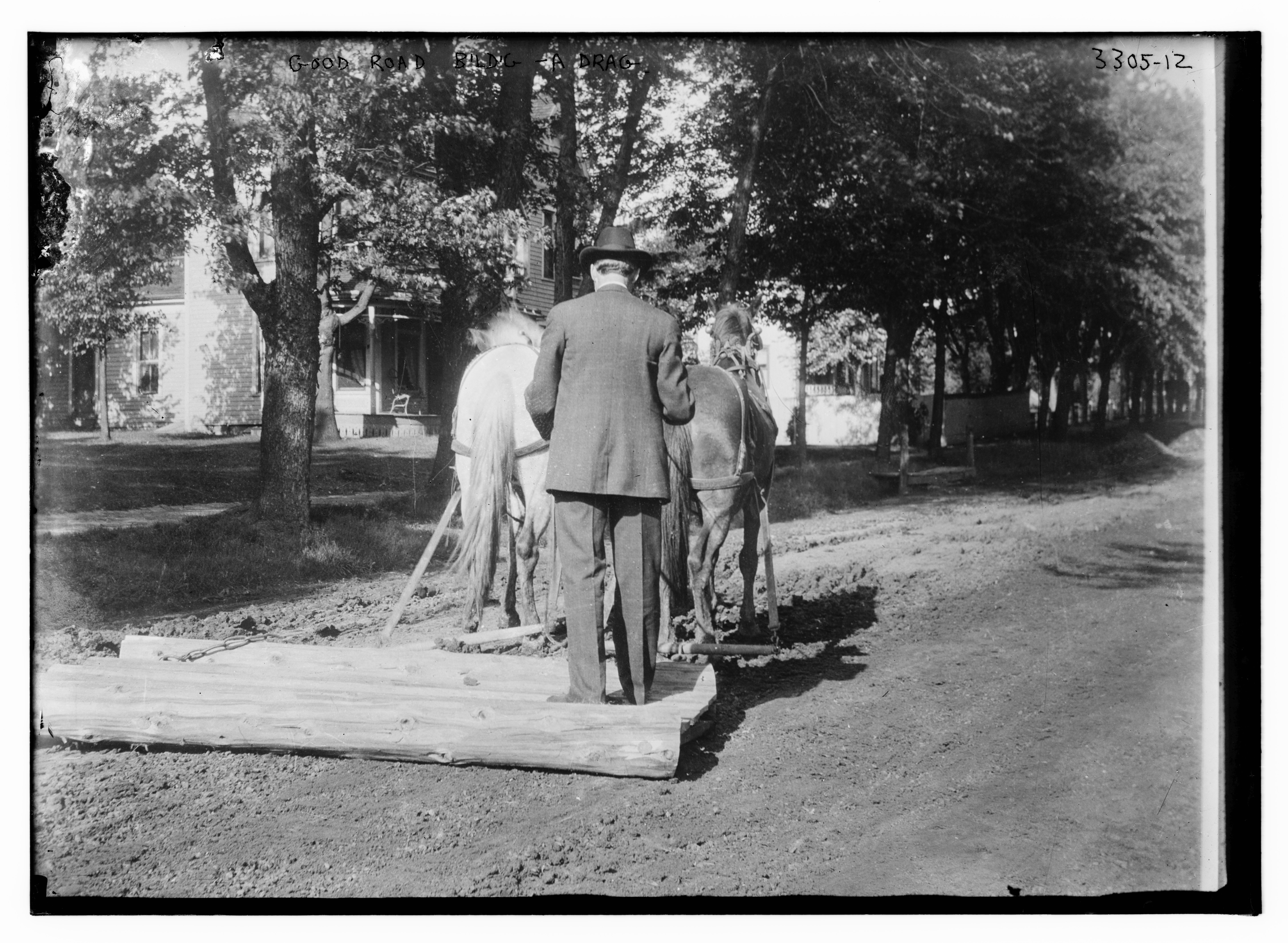
Hästdragen vägsladd, USA 1910

Vägsladd är ett häst- eller traktordraget redskap för underhåll av icke permanentbelagda vägar. Det motsvarar delvis en harv för utjämning av plöjda återfält.
Flera olika konstruktioner finns, allt från fabrikstillverkade av stål till diverse hembyggen av trä, ibland med stålskoning. Uppbyggnaden är oftast en ram med ett snedställt schaktblad som justeras till lämpligt djup. Man belastar anordningen med en rejäl sten för att få tyngd och därmed bättre stadga och funktion.